# Ljudlag
Ljudlag är inom jämförande språkforskning en beskrivning av en regelbunden ljudförändring i ett visst språk. Ljudlagar formulerades av junggrammatikerna efter tesen att historiska ljudförändringar verkar undantagslöst och regelbundet. De kallade dessa regelbundna ljudförändringar för ljudlagar inspirerade av naturlagar, men en ljudlag är egentligen ingen lag i sig, utan en beskrivning av en historisk företeelse.
Exempel på ljudlagar är Grimms lag och Verners lag som beskriver den germanska ljudskridningen i de germanska språken.